# Komory na Letnich Igrzyskach Olimpijskich 2004
Komory na Letnich Igrzyskach Olimpijskich 2004 reprezentowało 3 sportowców.

## Skład kadry

### Lekkoatletyka
Kobiety:
- Salhate Djamalidine - bieg na 400 m przez płotki - Runda 1: 59.72 s - 32 miejsce

Mężczyźni:
- Hadhari Djaffar - bieg na 100 m - Runda 1: 10.62 s - 55 miejsce

### Podnoszenie ciężarów
Mężczyźni:
- Chaehoi Fatihou - kategoria do 85 kg - nie ukończył